# Palais royal de Bang Pa-In
Pour les articles homonymes, voir Bang Pa-In.

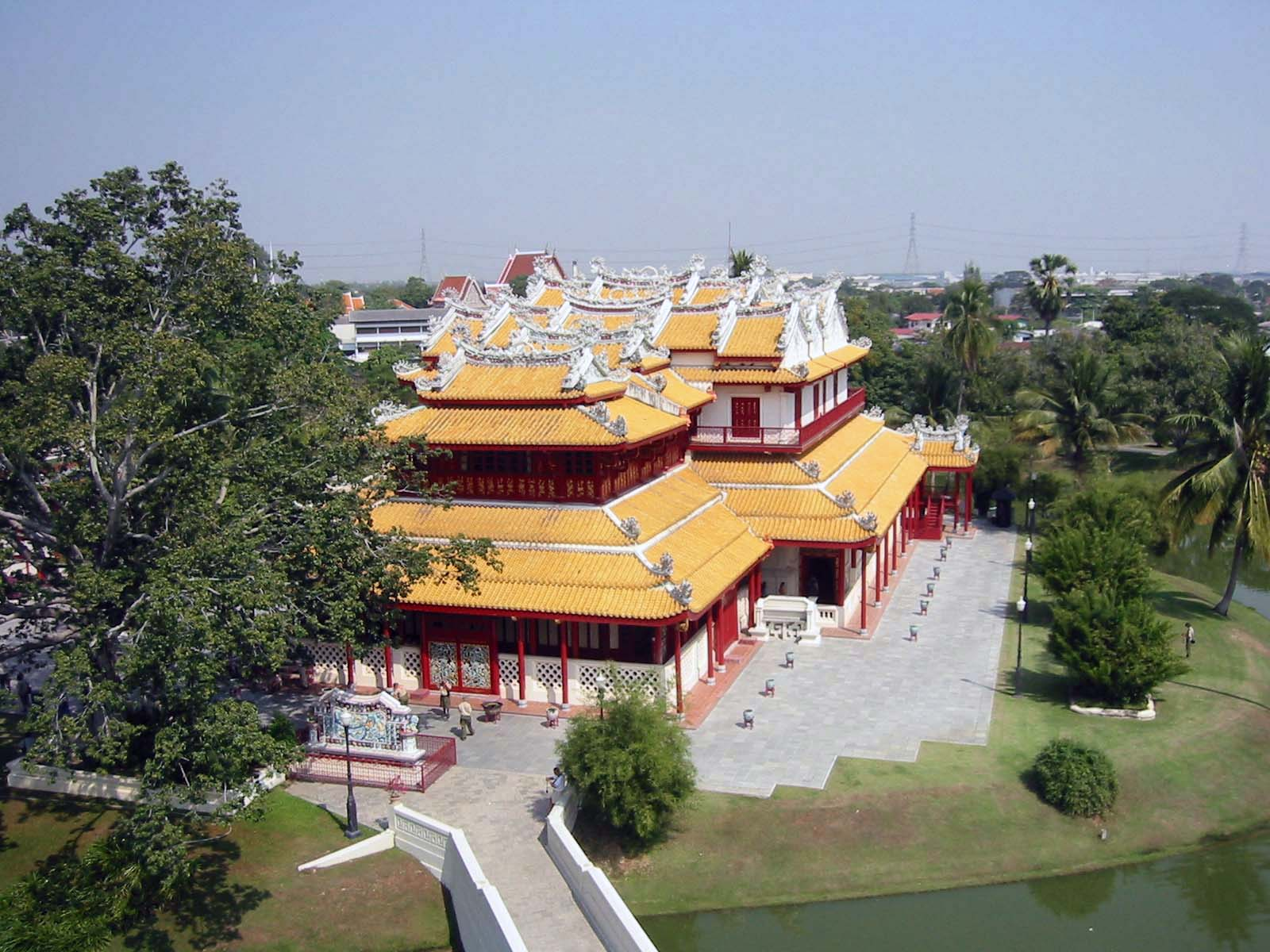
Le "pavillon de style chinois" du palais royal de Bang Pa-In

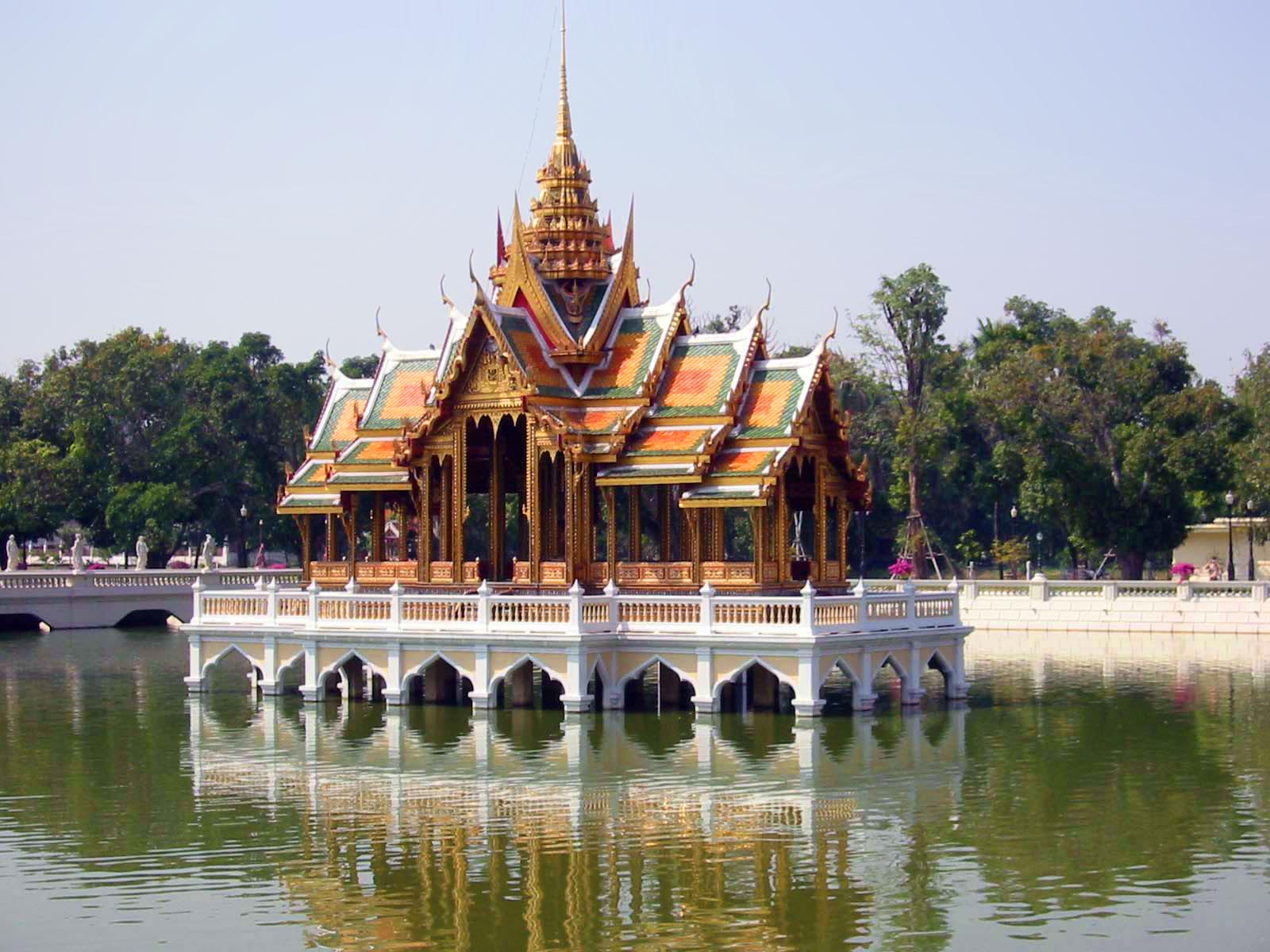
Le "pavillon flottant" du palais royal de Bang Pa-In

Le palais royal de Bang Pa-In (thaï : พระราชวังบางปะอิน), aussi connu sous le nom de « palais d'été », est un palais autrefois utilisé par les rois de Thaïlande. Il est situé sur la rive du fleuve Chao Phraya, dans le district de Bang Pa-In, dans la province d'Ayutthaya à environ 20 km au sud d'Ayutthaya et 60 km au nord de Bangkok, en Thaïlande.

Les premiers travaux ont eu lieu en 1632, ordonnés par le roi Prasat Thong, Ce palais d'été a été utilisé par les rois d'Ayutthaya jusqu'à la chute du royaume en 1767. Ensuite, il a été délaissé au cours des XVIIIe et XIXe siècles, jusqu'à ce que le roi Rama IV commence à restaurer le site au milieu du XIXe siècle. L'essentiel des bâtiments actuels a été construit entre 1872 et 1889 par le roi Rama V (Chulalongkorn). L'architecture est éclectique : style chinois, style néo-gothique, palais italianisant, statues européennes... Le « pavillon flottant » qui s'élève au milieu d'un lac et abrite une statue en bronze du roi Rama V (Aisawan Dhiphya-Asana Pavilion) est particulièrement connu ; le Wehat Chamroon, un pavillon ouvragé de style chinois entièrement construit avec des matériaux importés de Chine, où jadis le roi séjournait, est de nos jours ouvert au public...

Pavillon flottant Aisawan Thipa-At  (พระที่นั่ง ไอศวรรย์ทิพยอาสน์)
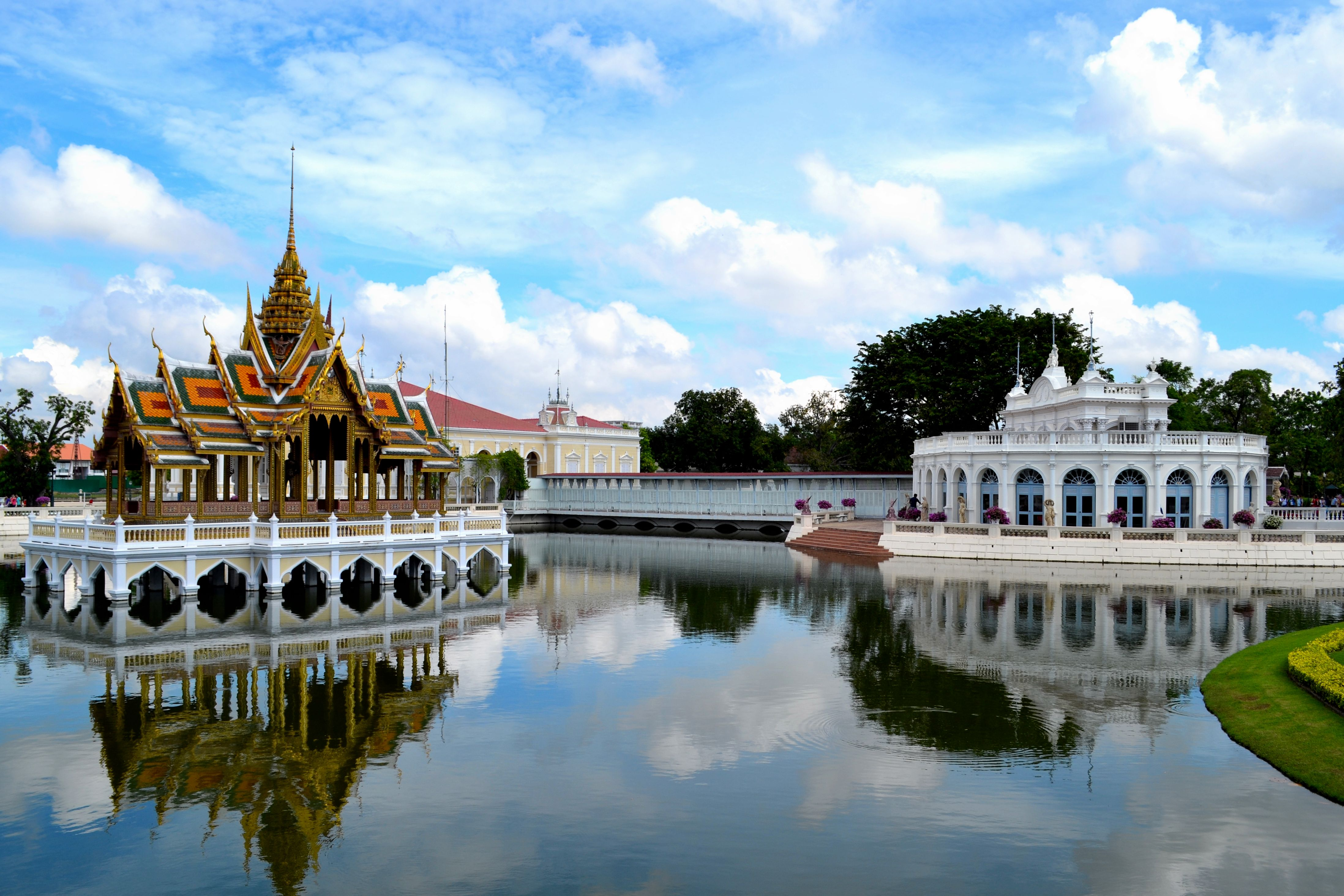
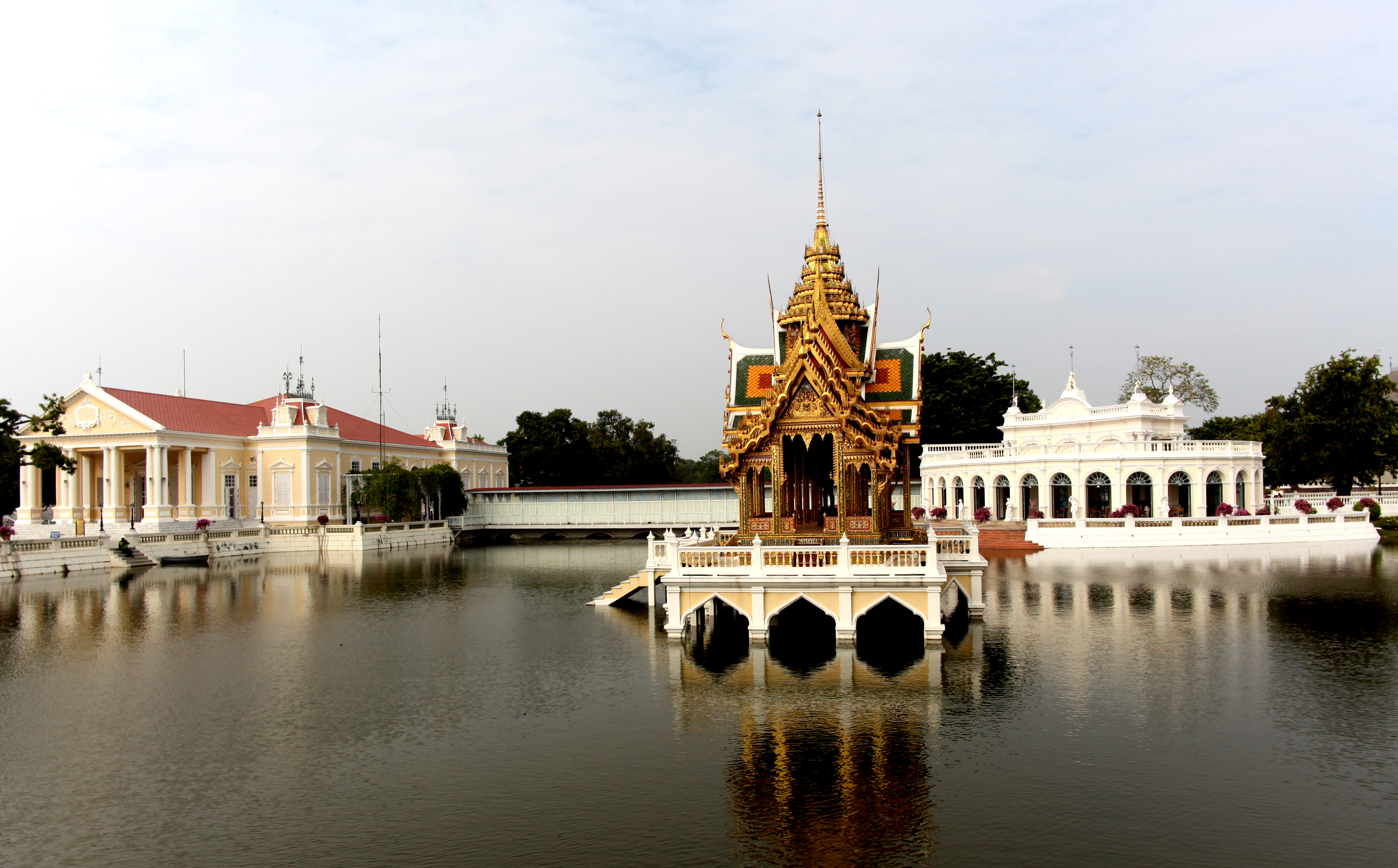
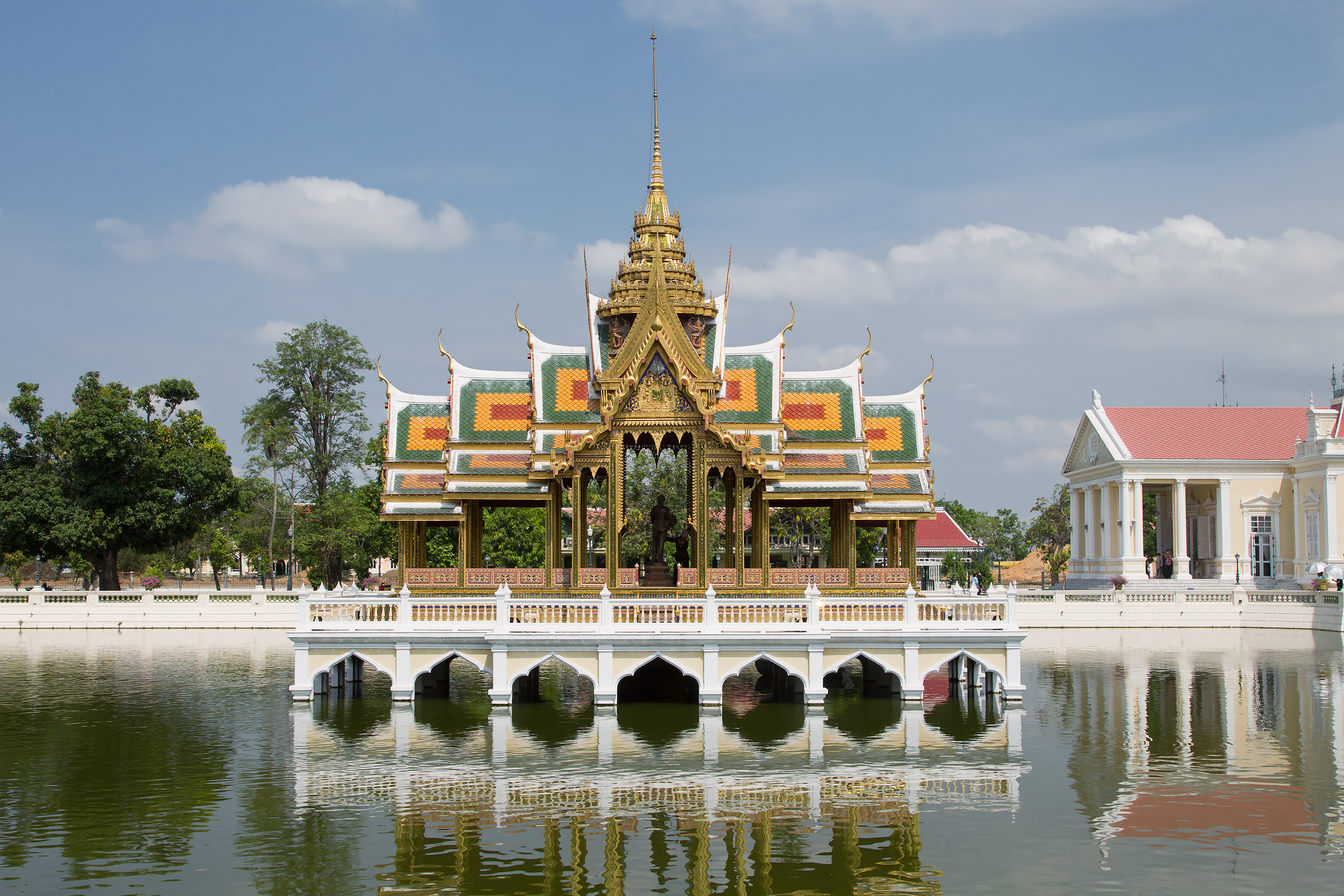

Pavillon de style chinois Wehat Chamroon (พระที่นั่ง เวหาศจำรูญ)
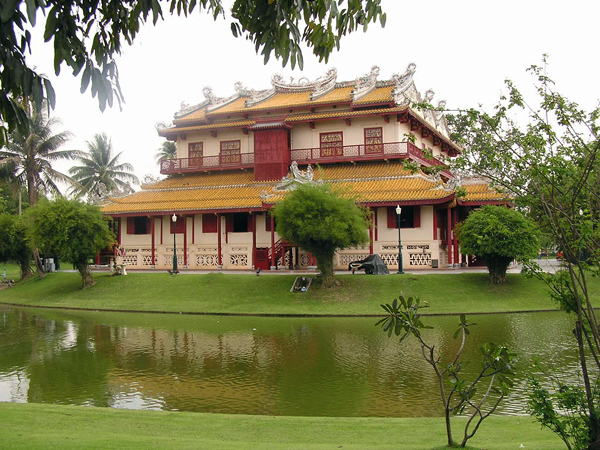
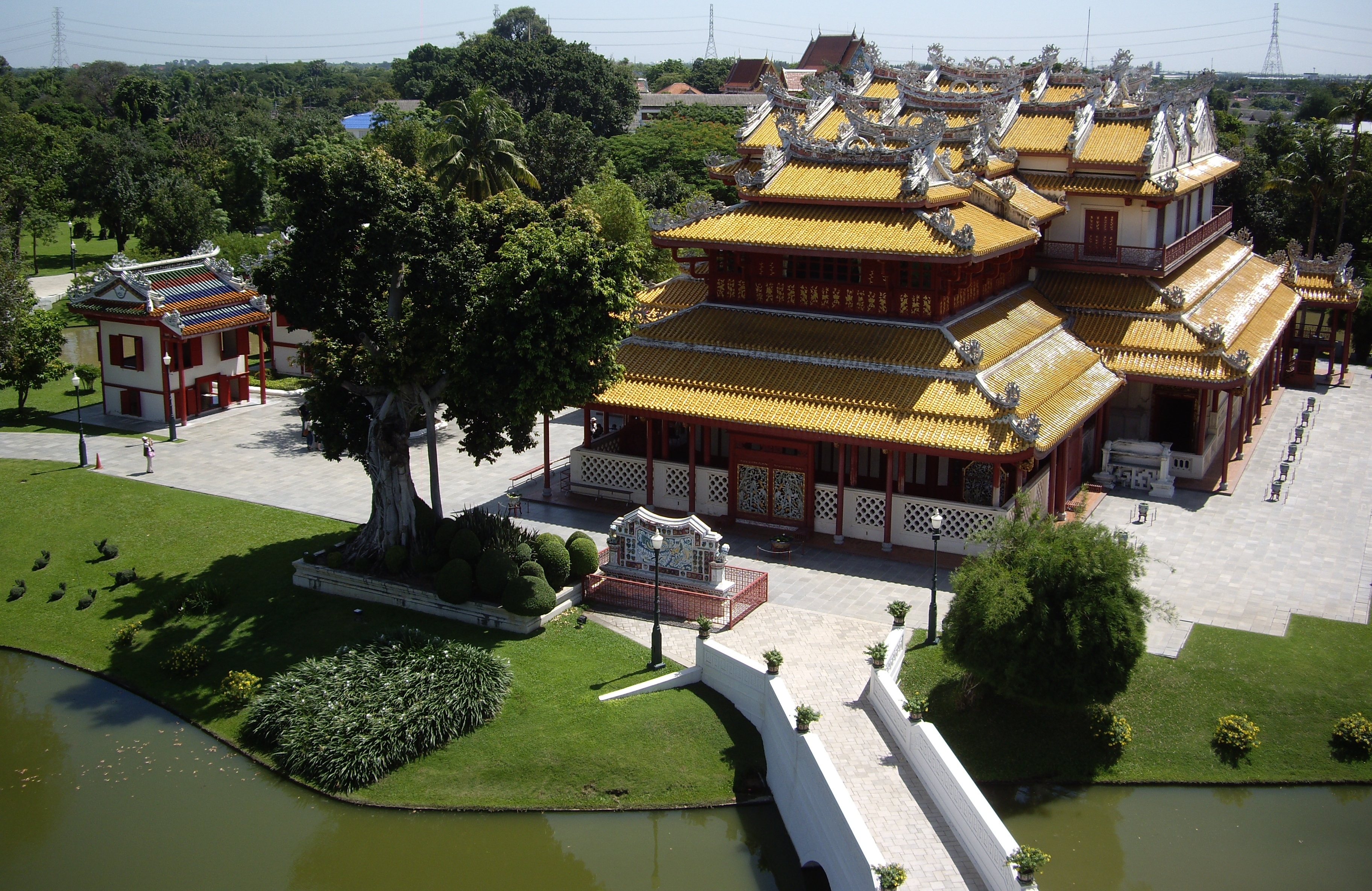
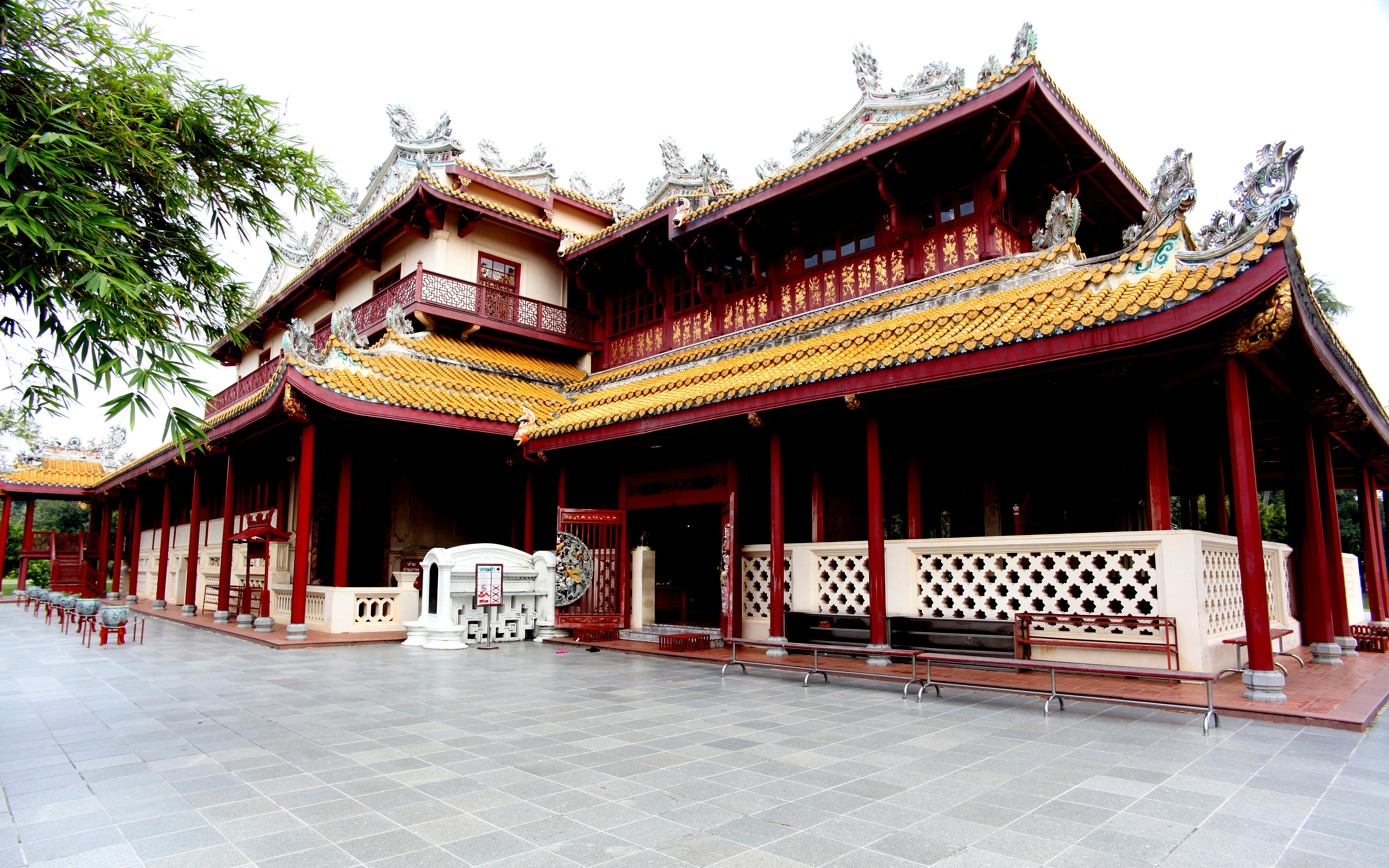
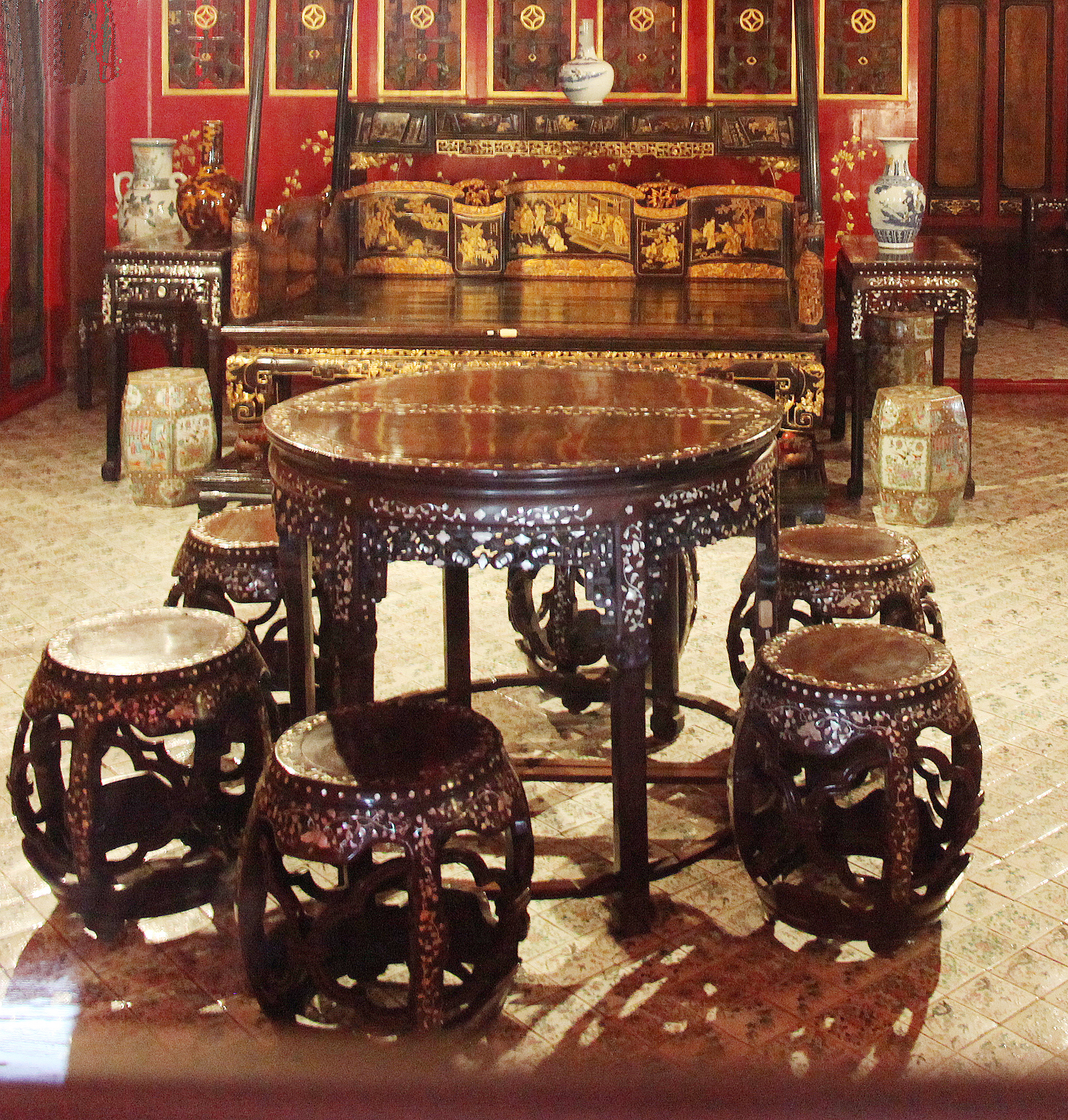
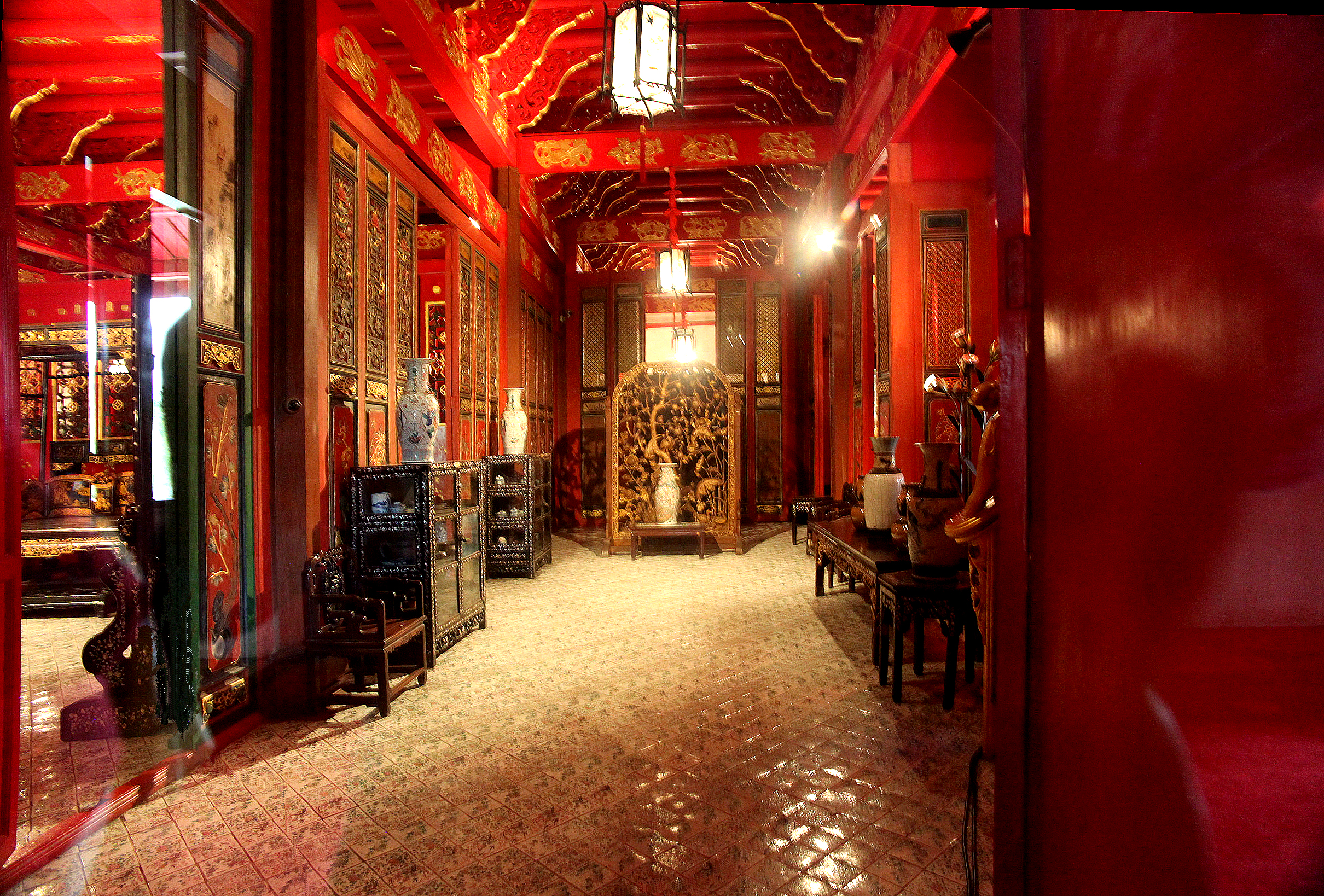

Autres monuments du palais royal d'été de Bang Pa-In
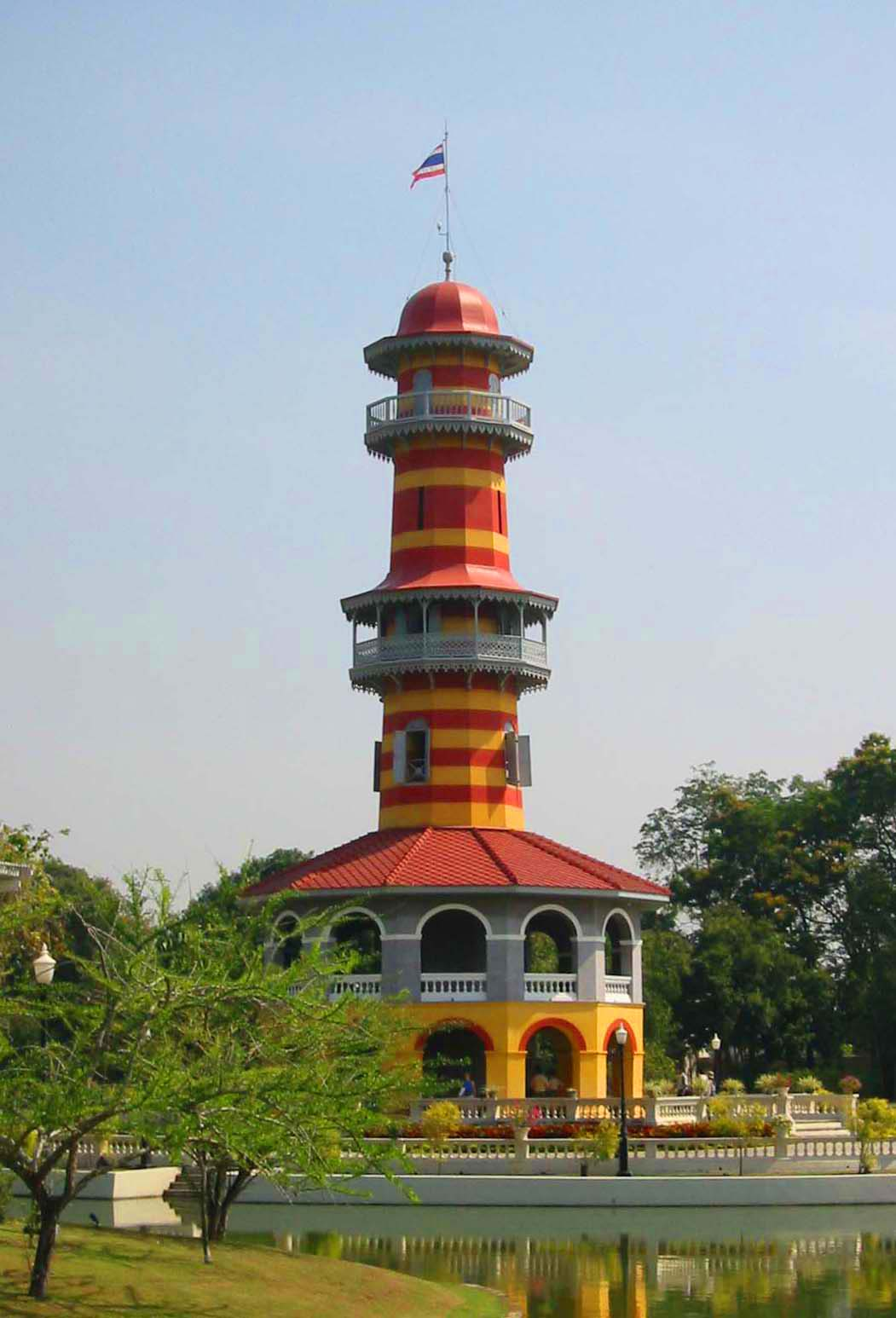
La tour-phare Withun thasana (หอ วิฑูรทัศนา)
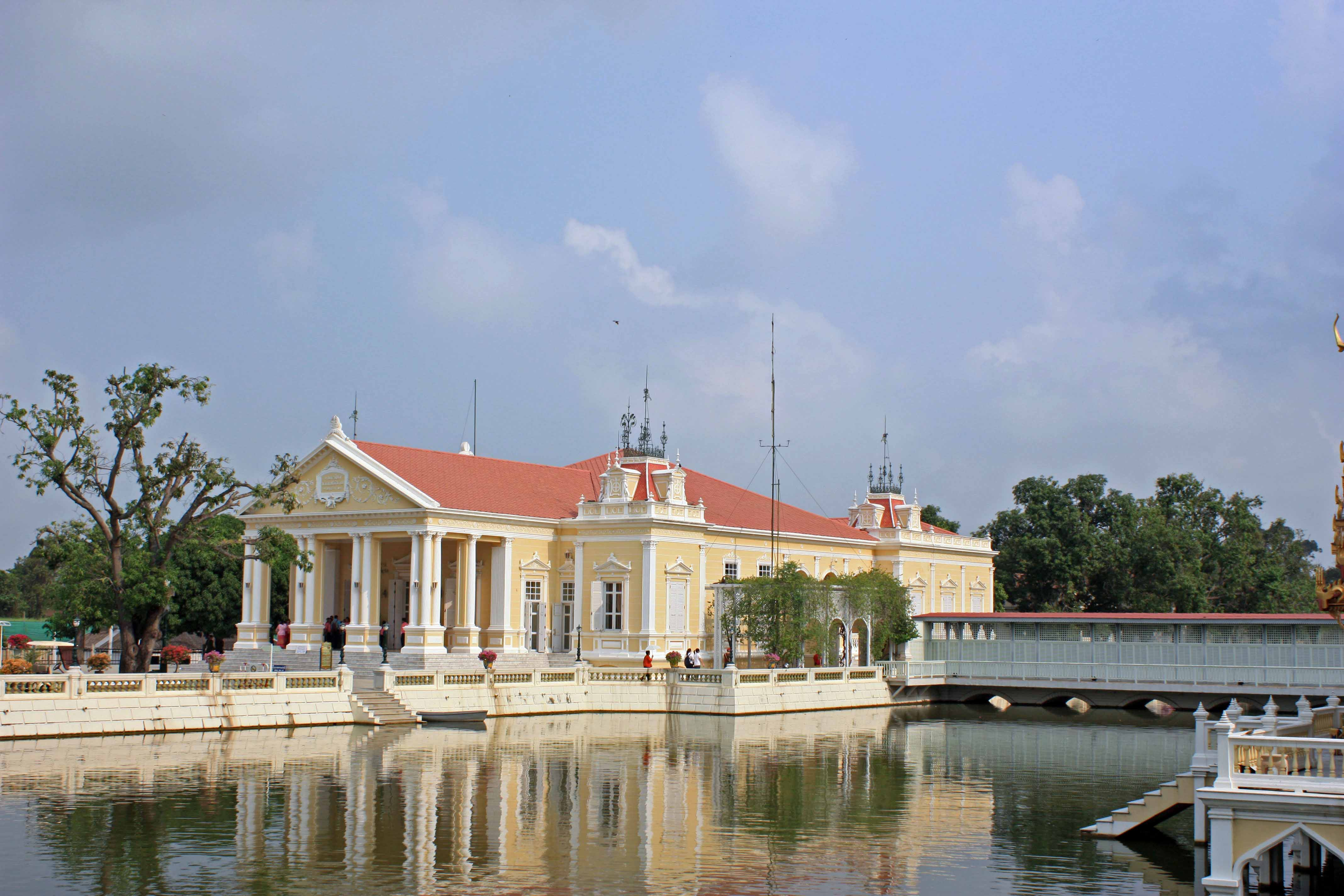
Warophat Phiman (พระที่นั่ง วโรภาษพิมาน), pavillon italianisant
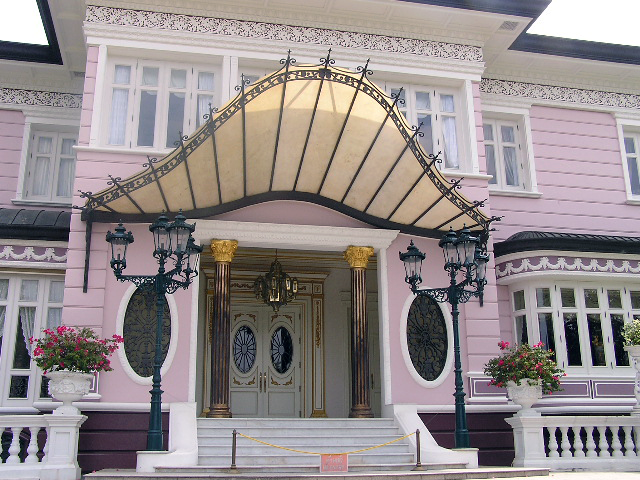
Uthayan Phumisathian Residential Hall (พระที่นั่ง อุทยานภูมิเสถียร)
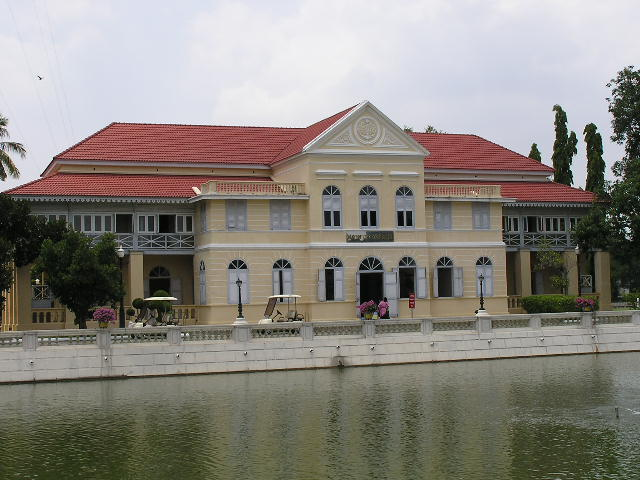
Sabakran Rajaprayoon Residential Hall (สภาคารราชประยูร)
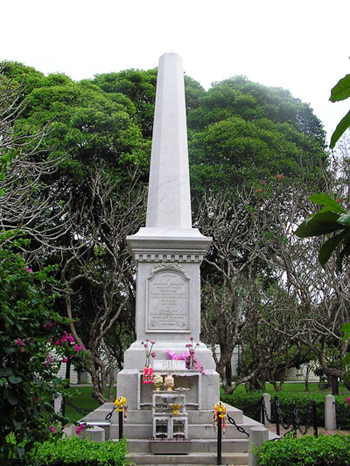
Mémorial dédié à Sunandha Kumariratana
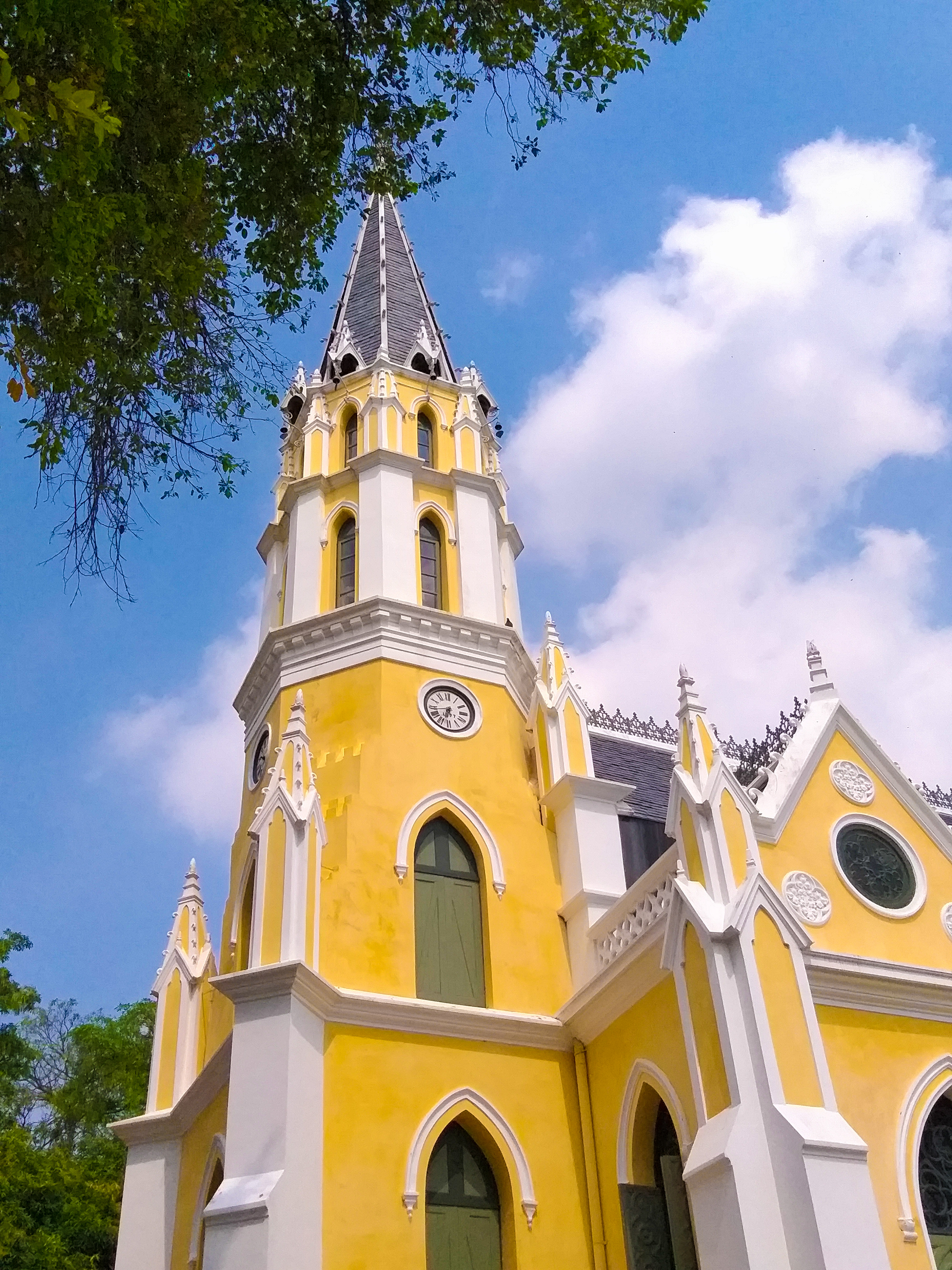
Wat Niwet Tammaprawat (วัดนิเวศธรรมประวัติราชวรวิหาร), temple royal de style néo-gothique

Le palais est actuellement largement ouvert au public et rarement utilisé par la famille royale.